# Quinteto Real
El Quinteto Real fue un destacado conjunto musical argentino de tango fundado por Horacio Salgán en 1960. Su primera integración incluyó al propio Salgán en el piano, Pedro Laurenz en bandoneón, Enrique Mario Francini en violín, Ubaldo De Lío en guitarra y Rafael Ferro en contrabajo. Con el paso de los años, las formaciones fueron cambiando, siempre respetando la alta calidad de los integrantes. En el año 2000 fue nombrado “El Mejor Quinteto del Siglo XX”. Desde 2002 Horacio Salgán se retiró de la dirección cotidiana del conjunto, siendo reemplazado por su hijo César Salgán.

## Biografía
En 1960 Horacio Salgán propuso formar un quinteto de tango de figuras consagradas, que resultara de la unión del dúo que él formaba con Ubaldo De Lío, con el que formaban por entonces Enrique Francini y Rafael Ferro, completando la formación con el bandoneonista Pedro Laurenz. Llevó el nombre de Quinteto Real y se mantendría activo hasta el presente, en una de las continuidades más extensas del ámbito tanguero.
En la década de 1970 Quicho Díaz reemplazaría a Ferro en el contrabajo, siendo luego reemplazado a su vez por Omar Murtagh. Luego de la muerte de Laurenz en 1972, se interrumpirían las actuaciones del quinteto hasta la década de 1980, en la que se formó una nueva formación con Leopoldo Federico en bandoneón y Antonio Agri en violín.
En la década de 1990, hubo nuevos cambios, ingresando Néstor Marconi en bandoneón, Julio Peressini en violín y Oscar Giunta en contrabajo.
A comienzos del siglo XXI Horacio Salgán se retira -aunque con actuaciones esporádicas con el quinteto- y encomienda a su hijo César Salgán la ejecución del piano y la dirección del conjunto. En 2004 la formación incluía a los históricos Ubaldo De Lio en guitarra y Julio Peressini en violín, a los que se sumaron Carlos Corrales en bandoneón y Angel Bonura en contrabajo.
En 2007 se retira Ubaldo De Lío -al igual que Salgán continuando como invitado especial del quinteto-, y su lugar es ocupado por Esteban Falabella. Y en 2008 se incorpora Juan Pablo Navarro en el bajo.
En 2010 el quinteto celebró sus “50 Años” con giras a diversos países del mundo, presentándose en la Bicentenario de Argentina en la que tocó ante más de un millón de personas, así como el Festival de Tango de la Ciudad Buenos Aires, con la participación de Horacio Salgán y Ubaldo De Lío.

## Discografía
Álbumes
- Quinteto Real (Columbia, 1960)
- Su majestad el Tango (Columbia, 1964)
- Quinteto Real en Japon, Vol. 1 (CBS-Columbia, 1964)
- Quinteto Real en Japon, Vol. 2 (CBS-Columbia, 1964)
- Quinteto Real in Akasaka (Crown, 1969)
- Maestros del tango (Philips, 1987)
- Timeless Tango (EMI, 1996)
- Nuevo Quinteto Real (WEA, 1999)
- Tangos (WEA, 2000)